# Юліан бен Цабар
Юліан Цабар (Юліан бен Цабар) — вождь повсталих самаритян і юдеїв в 529 році. Був проголошений повсталими царем Ізраїлю.

## Біографія
Про походження та ранню кар'єру Юліана практично нічого не відомо. Ймовірно він походив зі старої юдейської аристократії, пов'язаної зі священством — левітами. Він був воєначальником у провінції Палестині, і очевидно мав авторитет серед населення (що власне може вказувати на його походження, адже представники священства завжди користувались повагою у юдеїв, зважаючи на те, що перші були зберігачами релігійних традицій та знавцями Мішни і Талмуда в умовах поліетнічного та поліконфесійного оточення в Ерец — Ісраель.

## Повстання самаритян
Повстання почалося через закони, введені візантійським імператором Юстиніаном I (527-65) проти самаритян. Приводом до нього послужив влаштований християнами погром самаритян в Бейт-Шеан (Скіфополь).
Дізнавшись про розгром єврейської держави Хім'я в Скіфополі самаритяни напали на християн і спалили частину міста. У травні 529 року озброєні самаритяни увірвалися в Шхем і винищили місцевих християн, в тому числі тих, які змінили віру — відступників.
Навесні 529 року повсталі євреї і маніхеї під керівництвом Юліана почали спалювати церкви, різати священиків, в тому числі єпископа Саммона, і знать. Юліан зруйнував всі церкви в захоплених містах. Він зробив своєю столицею Шхем.
Влаштувавши в Неаполі Сирійському на честь перемоги кінські арени, Юліан відрубав голову їх переможцю Нікію, коли дізнався, що той християнин.
Юстиніан звернувся за допомогою до гассанідів, і в 531 році візантійці та араби на чолі з шейхом Абу-Кариби придушили повстання, убивши 20 тисяч осіб і стільки ж поневоливши; Юліан відступив з Шхема в самарійські гори, але загинув в бою. За словами Феофана Сповідника, Юліану відрубали голову.

## Візантійські джерела
Прокопій Кесарійський
"Коли ж незабаром такий же закон був виданий і щодо самаритян, безладне хвилювання охопило Палестину. Ті, хто жив в моїй Кесарії і інших містах, визнавши за дурість терпіти які б то не було страждання через безглузде вчення, змінили своє колишню ім'я на ім'я християн і під такою личиною змогли уникнути загрози від цього закону. І ті з них, що були людьми розумними і благородними, аж ніяк не вважали негідним бути вірними цим вченням; багато ж, однак, розлючені тим, що не з доброї волі, але за законом змушені змінити віру батьків, негайно ж схилилися до маніхейства і так званого багатобожжя. Що стосується селян, то всі вони, об'єднавшись, вирішили підняти зброю проти василевса, поставивши царем над собою якогось розбійника на ім'я Юліан, сина Савара. Прийшовши в зіткнення з солдатами, вони деякий час трималися, потім, зазнавши поразки в битві, всі впали разом зі своїм ватажком. Кажуть, що в цій битві загинуло сто тисяч чоловік, і в підсумку цього найродючіша на землі місцевість втратила селян ".
Іоан Малала
"Архонти Палестини і дукс Феодор Кирпатий негайно ж повідомили про зухвалість тирана василевсу Юстиніану, і кинувся дукс проти [Юліана] з великим військом, взявши на себе руки і філарха Палестини. Самаритянин Юліан, дізнавшись про це, втік з Неаполя. Дукс і його військо переслідували його, і між ними сталася битва. Багатьох самаритян дукс зарубав і захопив самого самаритянина Юліана, так як Бог відвернувся від неї. Відрубавши йому голову, він [дукс] послав її разом з діадемою Василеву Юстиніану. Незабаром після того, як василевсу стало відомо про тиранію самаритян і нещасний Юліані, прийшло в Константинополь повідомлення архонтів і [послана василевсу] голова тирана. Загинуло ж з боку самаритян двадцять тисяч. Деякі [самаритяни] втекли на гору Арпарідза, інші в Трахон, на так звану залізну гору. Філарх, сарацинів римлян, захопив з них в якості видобутку двадцять тисяч юнаків і дівчат, яких продав в перських та індійських областях.
Василевс, дізнавшись, що багато маєтків Палестини самаритяни спалили відразу ж після захоплення влади, розгнівався на дукса Палестини, оскільки він не виступив проти них, як тільки почув, що вони збираються, і не розігнав їх до того, поки вони кинулися в села і місто . Змістивши без почестей цього дукса, він наказав для безпеки тримати його під вартою. Замість нього [василевс] послав дуксом Іринея, Антиохийця. Той, кинувшись проти самаритян, що переховувалися в горах, жорстоко їм помстився, убивши багатьох ".